# Microhouse
Microhouse (jinak znám jako Buftech, Clicks & Cuts, Glitchy Tech House nebo Minimal House) je subžánr housu. 

## Historie
Minimal House má své kořeny v technu, housu a glitchu. Poprvé se tento termín objevil v roce 1993, v rámci recenzí na album od německého glitch umělce Oval.
Stejně jako mnoho současných stylů má i microhouse spoustu vlivů, zejména z minimal techna, tech-housu, ale také z glitche.
První microhouse track, který zaznamenal úspěch a byl zároveň od "ne-glitchového" umělce, byla skladba Beau Mot Plage (1999) od Isoleeho. Nicméně, tento styl získává popularitu až po roce 2000 s příchodem labelů jako Kompakt, Perlon, Spectral Sound, Fabric, Telegraph či Force Inc.

## Charakteristika
Podobně jako house a techno je postaven na 4/4 taktu. Obsahuje typické kopáky, hi-haty a jiné efekty používané na drum machine, také jako u Glitche různé cvakání a pípání. Microhouse umělci často experimentují s různými formami zvuku, aby dosáhli tohoto efektu.
Přízačným rysem je silné použití různorodých samplů, např. využívání velmi krátkých nahrávek lidského hlasu, hudebních nástrojů, různých zvuků z okolí (např. chůze, údery do různých předmětů, šustění igelitových sáčků apod.), nebo počítačem vytvořených zvukových vln. Velice často jsou tyto samply zpracovány pomocí různých efektů, nebo rozstříhány, a to do takové míry, že s původní podobou samplu nemá prakticky nic společného a vytváří v podstatě úplně nový zvuk. Tyto samply se kombinují ve výsledku tak, aby vytvořily složité melodie, nebo perkusivní pasáže.
Vokály jsou v microhousu často jednoduché, bez hlubšího smyslu a monotónní.

## Interpreti
- Akufen
- Dominik Eulberg
- Farben
- Isolée
- Markus Nikolai
- Matthew Dear
- LoSoul
- Pantytec
- Ricardo Villalobos

## Vydavatelství
- Perlon
- Playhouse
- Traum Schallplatten